# Kubuśków Potoczek
Kubuśków Potoczek – potok, dopływ Łapszanki. Jego zlewnia znajduje się na północnych stokach Magury Spiskiej w obrębie wsi Łapsze Wyżne w województwie małopolskim, w powiecie nowotarskim, w gminie Łapsze Niżne.
Potok wypływa na wysokości około 820 m wśród pól uprawnych wsi Łapsze Wyżne, po zachodniej stronie zabudowań jej osiedla Podfoldówka. Spływa w kierunku północno-wschodnim, przepływa przez drogę biegnącą przez wieś i zaraz po jej wschodniej stronie, na wysokości 715 m, uchodzi do Łapszanki jako jej lewy dopływ. Nie ma żadnych dopływów.
W odległości około 200 m na północ od Kubusiowego Potoku płynie równolegle do niego, nieco dłuższy Księży Potoczek.